# Ahmed Hamdy
Ahmed Hamdy (sinh ngày 10 tháng 2 năm 1998) là một cầu thủ bóng đá người Ai Cập thi đấu cho câu lạc bộ Séc AC Sparta Prague B ở Czech Junior League. Anh sinh ra ở Cairo. Hamdy là sản phẩm của hệ thống trẻ Al-Ahly. Ngày 18 tháng 12 năm 2015, Hamdy có màn ra mắt cho Al-Ahly ở Giải bóng đá ngoại hạng Ai Cập 2015–16 trước Smouha SC dưới thời huấn luyện viên José Peseiro. Anh đá chính trước khi bị thay ra trong hiệp hai.